# 刘伯林
刘伯林（1150年—1221年），金国、大蒙古国官员。济南历城人。有侠义思想，善于骑射，金朝末年为威宁防城千户。1212年，成吉思汗围困威宁，刘伯林知道无法抵抗，就缒城请降。成吉思汗派秃鲁花等与他入城受降。成吉思汗问他在金国为何官，对曰：“都提控。”就命他继续担任该职，并选士卒为一支军队，协助太傅耶律秃怀，招降山后诸州。
元太祖北还，刘伯林屯兵天成，遏制金兵，前后数十战。进攻金西京有功，赐金虎符，以本职充金西京留守，兼兵马副元帅。1213年从征山东，攻克梁门、遂城。1215年同国王木华黎攻破燕京。1217年参与攻下山东诸州。在木华黎推荐下，获赐名马二十匹、锦衣一袭。1218年参与攻克太原、平阳。1219年，攻破潞州、绛州及火山、闻喜等州县。当时有人建议迁徙闻喜居民到天成，刘伯林认为北地丧乱，人艰于食，全力建议否决该建议。其部下俘虏几万人，刘伯林全部释放。他在威宁十几年，让人民安居乐业，务农修养，使威宁与周边地区人民不得温饱情况形成鲜明对比。他曾说：“吾闻活千人者后必封，吾之所活，何啻万余人，子孙必有兴者乎！”1221年病死，累赠太师，封秦国公，谥忠顺。
儿子劉黑馬。

## 延伸阅读
[在维基数据编辑]
 《元史/卷149》，出自宋濂《元史》
 《新元史/卷146》，出自柯劭忞《新元史》